# Dictyocladium flabellum
Dictyocladium flabellum är en nässeldjursart som beskrevs av Nutting 1904. Dictyocladium flabellum ingår i släktet Dictyocladium och familjen Sertulariidae. Inga underarter finns listade i Catalogue of Life.